# داريل غرايرسون
داريل غرايرسون (بالإنجليزية: Darrell Grierson)‏ هو لاعب كرة قدم بريطاني في مركز حراسة المرمى، ولد في 13 أكتوبر 1968 في بلاكبول في المملكة المتحدة. لعب مع نادي ترانمير روفرز.